# Университет Хериота-Уатта
Университет Хериот-Уатт, или Гериот-Ватт (англ. Heriot-Watt University), — государственный исследовательский университет в Эдинбурге, Шотландия. В университете образование получают более 29 000 студентов.

## История
История университета началась с основания в 1821 году Школы искусств Эдинбурга, первого технического института в Великобритании. В своем нынешнем виде университет был основан Королевской хартией в 1966 году. Основной движущей силой университета был его основатель и первый секретарь Леонард Хорнер, предприниматель и филантроп из Эдинбурга, который впоследствии стал первым ректором Лондонского университета.
В 1852 году Школа собрала средства на установку памятника шотландскому инженеру и изобретателю Джеймсу Уатту, после чего была переименована в Институт и Школу искусств имени Уатта. Изначально в школу допускались только мужчины, но в 1869 году после масштабной кампании, проведённой сторонниками женского права, попечители предприняли радикальное в ту эпоху решение: разрешить женщинам посещать занятия наравне с мужчинами. Институт имени Уатта оказался первым шотландским университетом, решившимся на подобный шаг: в другие вузы женщин стали допускать только после Акта о шотландских университетах 1889 года. Мэри Бертон, руководившая кампанией за женские права, стала первой женщиной, участвовавшей в работе Совета директоров школы, а впоследствии и пожизненной попечительницей колледжа Хериот-Уатт.
В 1885 году институт объединился с трастовым фондом Джорджа Хериота, после объединения институт был переименован в колледж Хериот-Уатт. Новый технический колледж начал набор преподавательского состава в 1887 году. Высокий уровень образования, который давал колледж, привёл к тому, что в 1902 году колледж стал Центральным институтом, а его финансирование частично взяло на себя Управление образования Шотландии. С 1928 года колледж стал финансироваться независимым Советом попечителей, при этом продолжая получать денежную поддержку от фонда Джорджа Хериота. Колледж упрочил свою репутацию в области научного и инженерного образования, и в 1966 году по рекомендации Королевской комиссии по высшему образованию под председательством Лайонела Роббинса стал Университетом Хериот-Уатт.
В 1969 году Совет Мидлотиана передал в дар университету поместье Риккартон на юго-западе Эдинбурга. Это дало новый толчок к развитию университета. Частью нового университетского городка стал первый в Европе Исследовательский парк, построенный в 1971 году. Также университет включает в себя кампус Скоттиш-Бордерс (бывший Шотландский текстильный колледж) и небольшой центр в Стромнессе, Оркни.

### Герб университета
Нынешняя версия герба датируется 1966 годом, когда колледж Хериот-Уатт приобрёл статус университета. Щит составлен из двух половин: на левой мы видим шесть перемежающихся золотых и синих полос (взяты с герба, внесённого в английский гербовый реестр сыном Джеймса Уатта), поверх которых нарисовано зелёное дерево — часть фамильной геральдики Уаттов и Уатсонов в Шотландии. Правая половина щита взята с герба Хериота, использовавшегося Хериотовской школой. По центру идёт синяя полоса, на которой изображены серебряные лапчатки. Сверху и снизу идут серебряные полосы. На нижней изображена половинка синей звезды с герба Хериота, а на верхней — открытая книга (свидетельство того, что герб принадлежит учебному заведению).

## Структура
Включает 5 школ (факультетов) и институт последипломного образования — Эдинбургскую бизнес-школу.
- Инженерия и физические науки

- Науки о жизни
- Менеджмент и языки
- Математические науки и информатика
- Текстиль и дизайн.

## Международные связи
Имеет кампусы в Великобритании, Дубае, Малайзии и Казахстане а также более 50 аккредитованных представительств-партнеров в 30 странах мира, включая Россию. В 2001 году в Томске открылся Petroleum Learning Centre (Центр подготовки и переподготовки специалистов нефтегазового дела) как совместный проект Томского политехнического университета и Университета Хериот-Уатт.
С января 2012 года, подписав меморандум о сотрудничестве Университет Хериот-Уатт сотрудничает с Бакинской высшей школой нефти Азербайджана.

## Рейтинг
- Занял 20-е место по версии Guardian league table в рейтинге Великобритании за 2013 год[7]
- Вошел в список лучших 400 университетов по всему миру по версии Times Higher Education’s World University Rankings в рейтинге за 2012—2012 годы[8]
- Первый в Шотландии и четвертый среди университетов Великобритании в 2012 году по мнению National Student Survey.
- 5-е место среди университетов Шотландии по версии Complete University Guide за 2013 год[9]